# Pont d’Aigues-Vertes

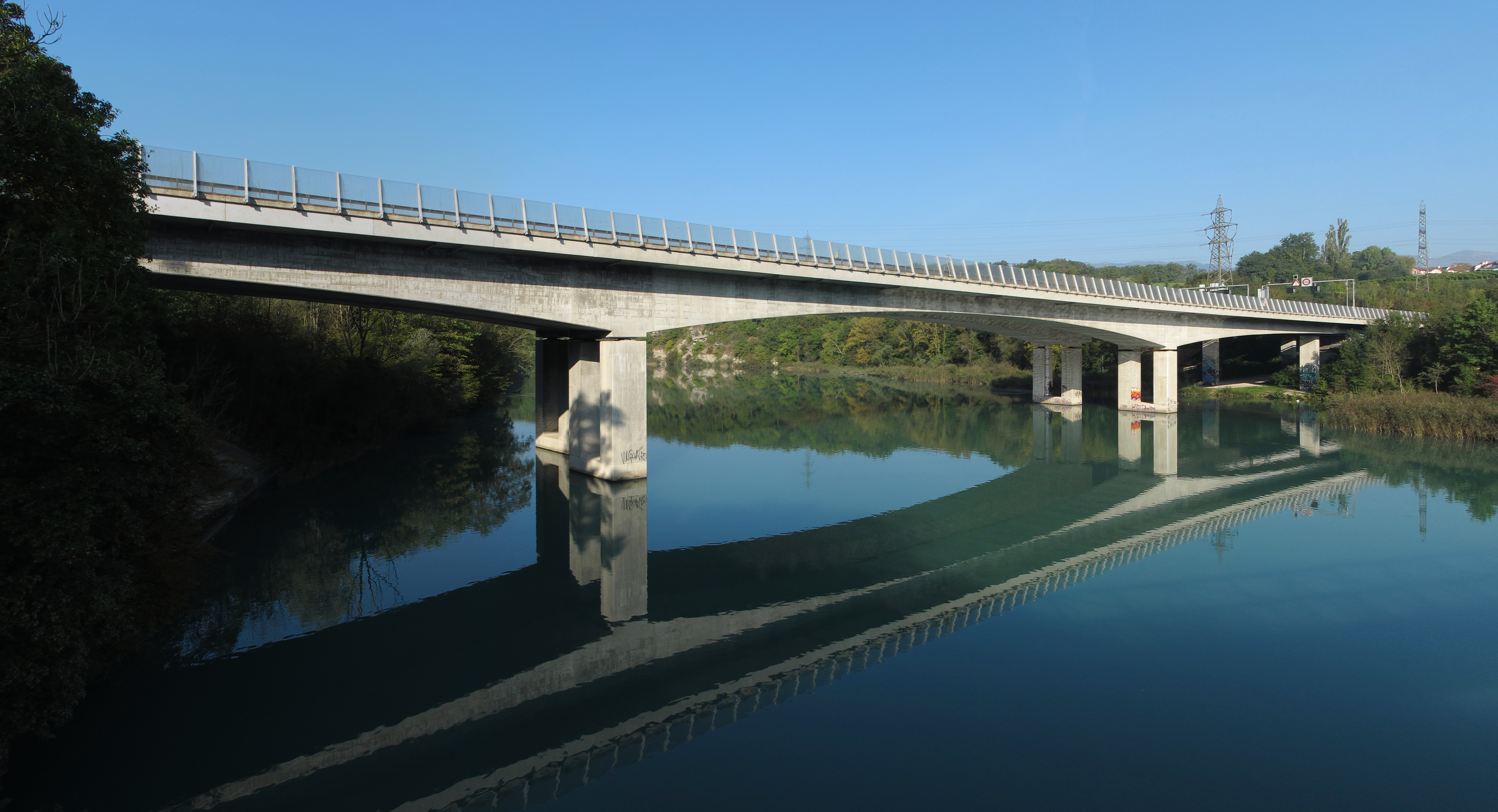
Pont d’Aigues-Vertes

Die Brücke Pont d’Aigues-Vertes ist ein Bauwerk im Verlauf der Autobahn A1 sowie zugleich der Europastraße 25 und der E62 im Kanton Genf. Sie bildet einen Bestandteil der 1993 eröffneten Umfahrung von Genf und führt die Schnellstrasse fünf Kilometer westlich des Stadtzentrums über die Rhone. 

## Lage

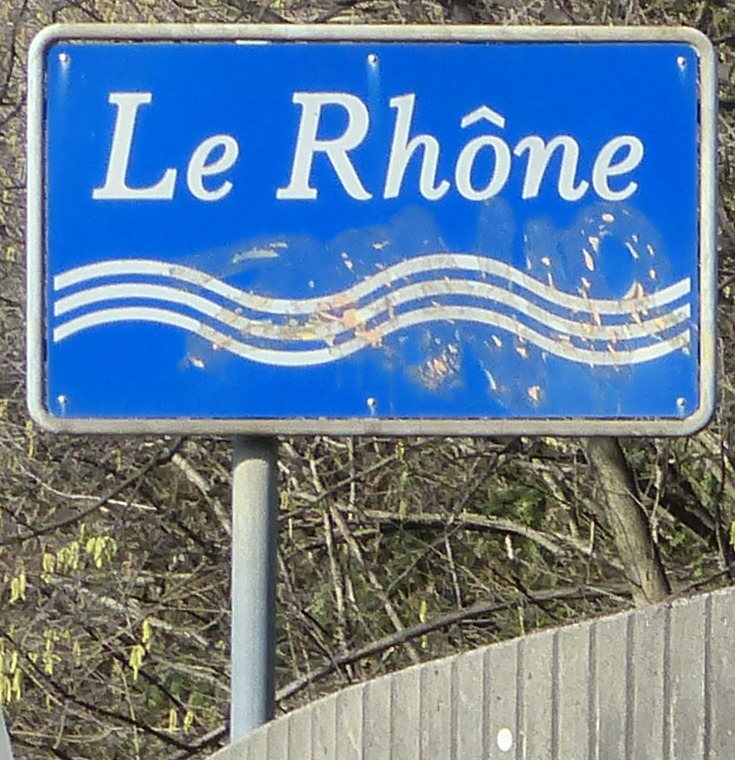
Flusstafel

Der Pont d’Aigues-Vertes ist die erste grosse Brücke der Autobahn A1, 6,5 Kilometer nach deren Anfang beim Grenzübergang bei Bardonnex. Mit der 251 Meter langen Brücke überquert die Schnellstrasse zwischen den Gemeinden Bernex und Vernier in nördlicher Richtung die Rhone. Vor der Brücke, auf der linken Flussseite, führt die Autobahn durch den 400 Meter langen Chèvres-Tunnel und nach der Brücke, nördlich des Flusses, durch den 1,9 Kilometer langen Verniertunnel. Der Brückenname bezieht sich auf die Siedlung Aigues-Vertes im Gebiet der Gemeinde Bernex. Das Wort aigue kommt aus dem Westschweizer Dialekt und der Frankoprovenzalischen Sprache und bedeutet auf Deutsch «Wasser»; die Mehrzahlbildung Aigues-Vertes ist mit «Grünwässer» zu übersetzen.
Neben der Autobahnbrücke überquert ein Fussweg die Rhone auf dem 1898 gebauten Steg Passerelle de Chèvres, der beim Bau des ehemaligen Kraftwerks Usine de Chèvres im Industriegebiet Le Canada bei Vernier entstand. Das erste Kraftwerk wurde 1947, nach dem Bau des neuen Kraftwerks Verbois, abgebrochen. Mit dem Stauziel dieses neuen Flusskraftwerks liegt das obere Ende der Stauhaltung bei der Autobahnbrücke.

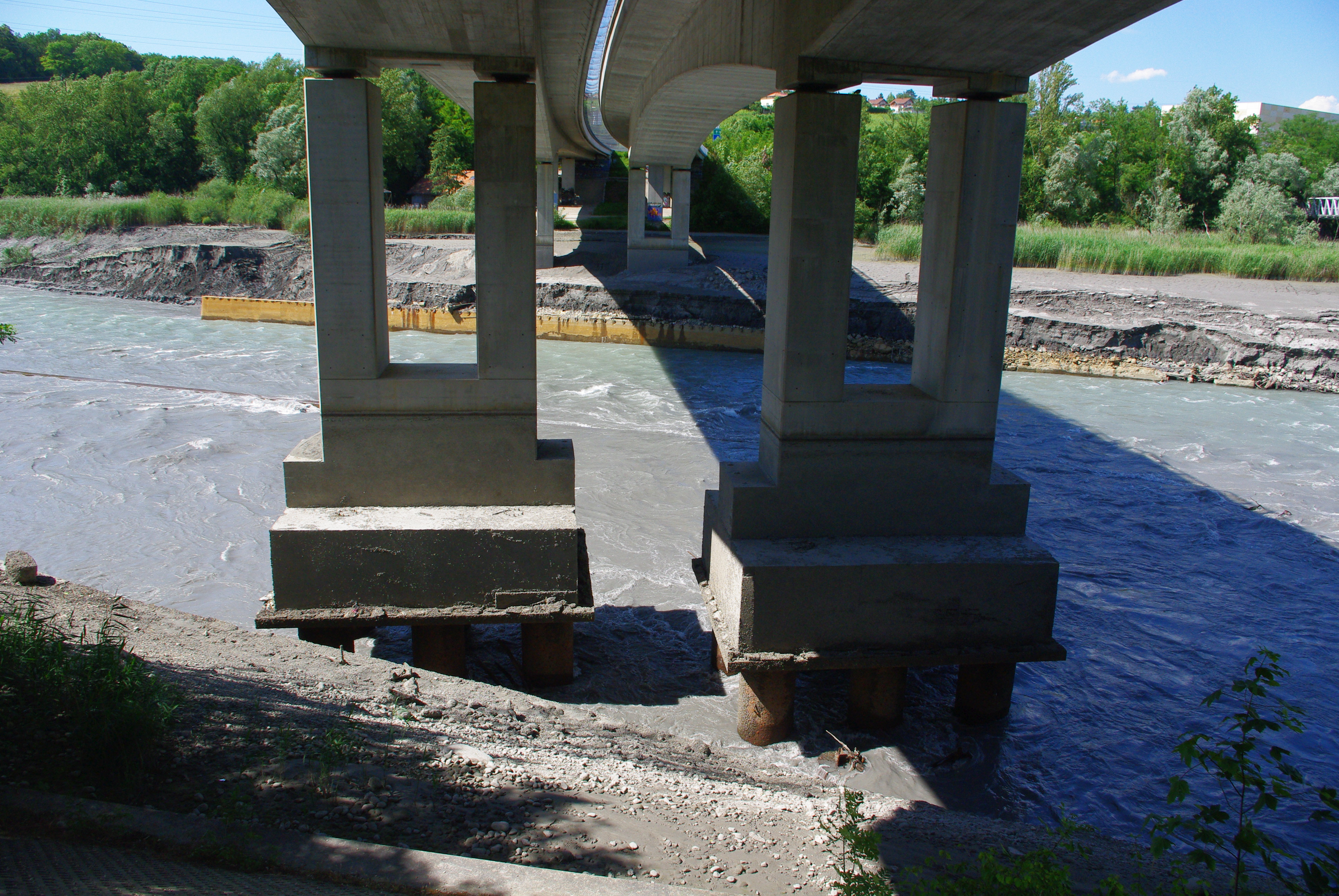
Fundation der unterspülten Pfeiler, sichtbar während der Leerung des Verbois-Stausees 2012

Unterhalb der Brücke überquert die Hochspannungsleitung Versoix-Verbois die Rhone.
Der Flussraum bei der Autobahnbrücke und seine Umgebung bilden einen wertvollen Lebensraum für Pflanzen und Tiere und sind deshalb durch das Bundesinventar der Landschaften und Naturdenkmäler von nationaler Bedeutung (BLN) als geschützte Landschaft ausgewiesen. Das Flussufer westlich der Brücke und die anschliessenden Wälder umfassen ein Amphibienlaichgebiet von nationaler Bedeutung. Zudem ist der Flussabschnitt als Wasser- und Zugvogelreservat von internationaler Bedeutung und als grösstes Schweizer Ramsargebiet geschützt.

## Bauwerk

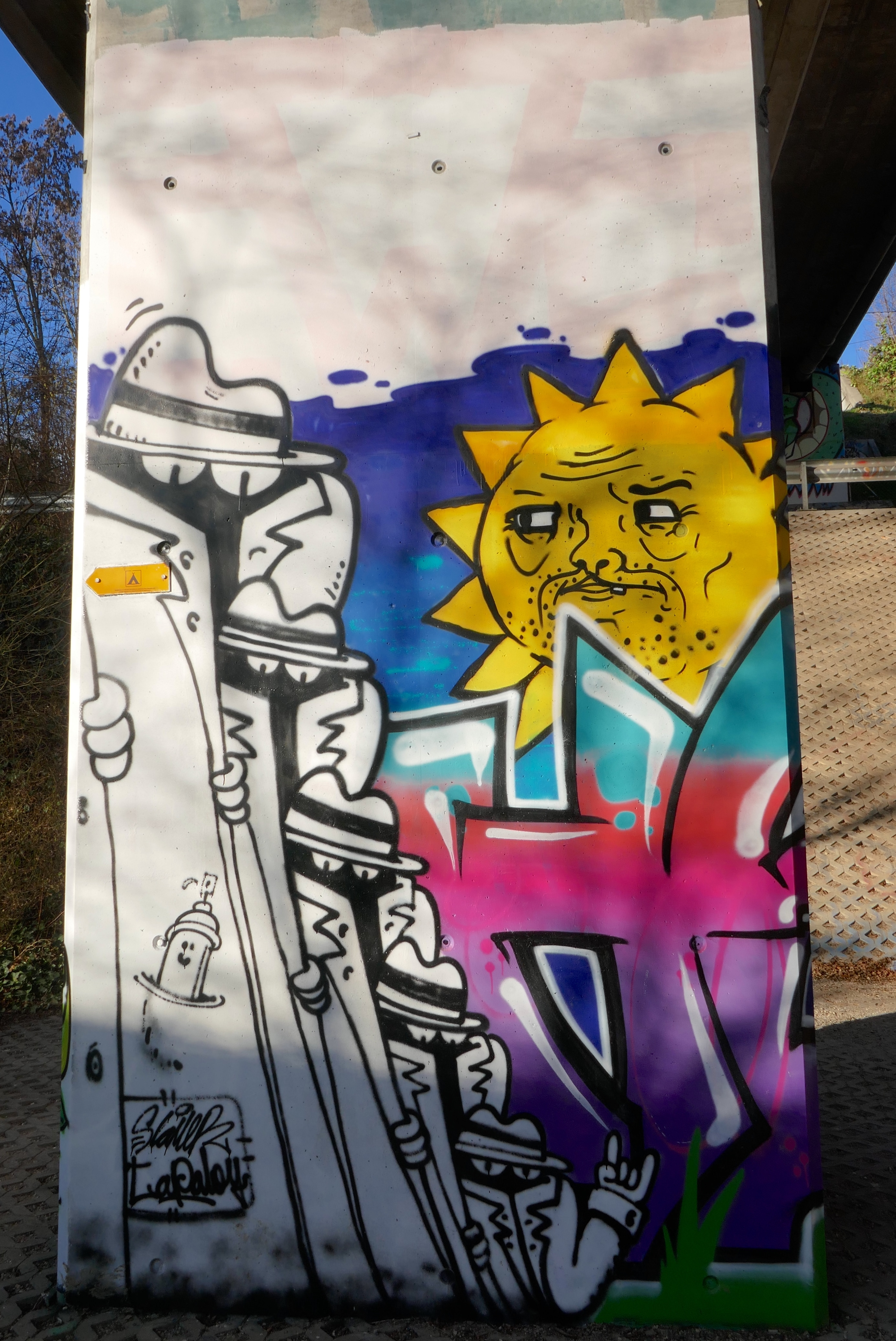
Graffito an einem Brückenpfeiler

Der Flussübergang besteht aus zwei parallelen, 251 Meter langen, leicht gekrümmten, vorgespannten Kastenträgerbrücken aus Beton, die jeweils 13,16 Meter breit sind. Die fünf Brückenfelder liegen auf je zwei Doppelpfeilern im aufgestauten Fluss und einfachen Betonpfeilern auf dem Vorland neben dem Flussbett. Die Platten am Fuss der Pfeiler sind mit Betonpfählen im Untergrund, der aus Flussgeschiebe und Moränenschichten über Fels besteht, abgestützt. Die Fahrbahnen liegen fünf Meter über dem normalen Seespiegel des Verbois-Stausees.
Die Brücken wurden von 1985 bis 1987 nach Plänen des Architekten Georges Brera, der 20 Jahre zuvor in der Nähe die Genfer Grosskläranlage von Aïre realisiert hatte, und des Ingenieurbureaus Barthassat-Lachenal-Fontaine durch die Bauunternehmungen Ambrosetti und C. Zschokke errichtet.
Wegen der grossen Vereisungsgefahr der Fahrbahnen im Rhonetal sind die Brücken mit einem Sprühsystem für Enteisungsmittel ausgerüstet.